# Wembley Central (stanice metra v Londýně)
Wembley Central je stanice metra v Londýně, otevřená roku 1842 jako Sudbury. 1. května 1882 dostala stanice nové jméno Sudbury & Wembley. 1. listopadu 1910 došlo k přejmenování na Wembley for Sudbury. Roku 1936 se staniční budova rekonstruovala a byly přistavěny obchodní arkády. Od 5. července 1948 má stanice již současné jméno. Autobusové spojení zajišťují linky: 18, 79, 83, 92, 182, 204, 223, 224, 297, H17 a noční linka N18. Stanice se nachází v přepravní zóně 4 a leží na lince:
- Bakerloo Line mezi stanicemi North Wembley a Stonebridge Park.
- Overground

## Události
- 13. října 1940 zde vykolejil vlak a několik lidí zabil a mnoho lidí poranil.
- Roku 1984 se zde srazily dva vlaky a zabily tři lidi.

| Rok  | Počet cestujících |
| ---- | ----------------- |
| 2011 | 4,56 mil          |
| 2012 | 5,18 mil          |
| 2013 | 4,59 mil          |
| 2014 | 5,52 mil          |